# Eurypedus thoni
Eurypedus thoni là một loài bọ cánh cứng trong họ Chrysomelidae. Loài này được Barber miêu tả khoa học năm 1946.